# Tetragnatha oubatchensis
Tetragnatha oubatchensis este o specie de păianjeni din genul Tetragnatha, familia Tetragnathidae, descrisă de Lucien Berland în anul 1924.
Este endemică în New Caledonia. Conform Catalogue of Life specia Tetragnatha oubatchensis nu are subspecii cunoscute.